# 1039 Sonneberga
Sonneberga (asteroide 1039) é um asteróide da cintura principal com um diâmetro de 36,7 quilómetros, a 2,5104255 UA. Possui uma excentricidade de 0,0628256 e um período orbital de 1 601,33 dias (4,39 anos).
Sonneberga tem uma velocidade orbital média de 18,19823546 km/s e uma inclinação de 4,5571º.
Esse asteroide foi descoberto em 24 de novembro de 1924 por Max Wolf.